# Lagune Cañapa
La laguna Cañapa est un lac salé située dans le département de Potosí en Bolivie. 
Elle a une superficie de 1,42 km2.

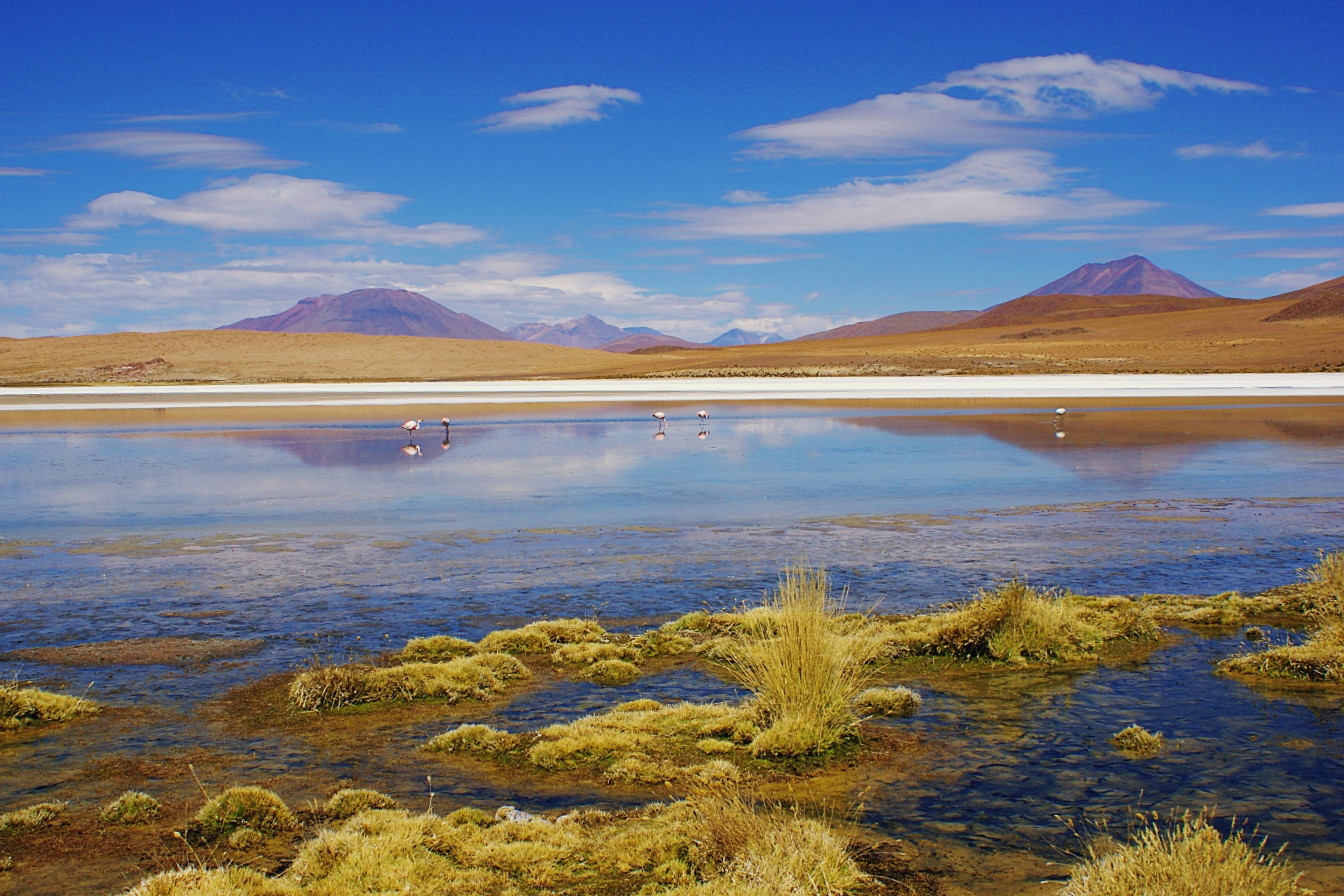
La lagune Cañapa